# Moazagotl (Segelflugzeug)
Der Moazagotl, auch Grunau 7, war ein Hochleistungssegelflugzeug von Wolf Hirth, das 1933 gebaut wurde. Charakteristisch für den abgestrebten Hochdecker ist sein Knickflügel, der nach dem Knick stark gepfeilt ist.

## Geschichte
Die Wolkenformation Moazagotl inspirierte Wolf Hirth zur Namensgebung für ein neues Segelflugzeug. Hirth erkannte, dass es sinnvoll ist von Themikquelle zu Thermikquelle schnell zu fliegen. Er beauftragte Friedrich Wenk (Entwurf) und Edmund Schneider mit dem Bau eines dazu geeigneten Segelflugzeugs. Dieses wird 1933 erstmals auf der Rhön vorgestellt. 1934 flog er mit dem Moazagotl auf einer Südamerikaexpedition, die von Walter Georgii organisiert worden war und an der auch Heini Dittmar, Peter Riedel und Hanna Reitsch teilnahmen. Bei Kriegsende 1945 wurde das mittlerweile von der Reichssegelflugschule Hornberg bei Schwäbisch Gmünd genutzte Flugzeug beim Herannahen der US-amerikanischen Truppen verbrannt.
Das Moazagotl diente als Vorlage für die verkleinerte Weiterentwicklung Minimoa, von der über 100 Exemplare hergestellt wurden.
Im Jahr 2019 begann ein Neubau im Fliegenden Museum Hahnweide. Auf Basis vollständiger Originalpläne entstanden bis September 2021 der Rumpf und das Seitenleitwerk.

## Technische Daten
| Kenngröße                       | Daten                                            |
| ------------------------------- | ------------------------------------------------ |
| Besatzung                       | 1                                                |
| Spannweite                      | 20,00 m                                          |
| Länge                           | 7,00 m                                           |
| Höhe                            | 1,30                                             |
| Flügelfläche                    | 20,00 m²                                         |
| Flügelstreckung                 | 20                                               |
| Flächenbelastung                | 13,50 kg/m² ohne Ballast 16,99 kg/m² mit Ballast |
| Gleitzahl                       | 23 bei 55 km/h                                   |
| geringstes Sinken               | 0,58 m/s bei 48 km/h                             |
| Leermasse                       | 190 kg                                           |
| Zuladung                        | 80 kg ohne Ballast 130 kg mit Ballast            |
| Startmasse                      | 270 kg ohne Ballast 320 kg mit Ballast           |
| Wasserballast                   | 50 kg                                            |
| Mindestgeschwindigkeit          | 45 km/h                                          |
| zulässige Höchstgeschwindigkeit | 150 km/h                                         |
| Profil                          | Gö 535 modifiziert                               |